# Villa Julius Büttner
Die Villa Julius Büttner, auch Villa Quisisana, liegt im Stadtteil Niederlößnitz der sächsischen Stadt Radebeul, in der Straße Am Bornberge 2.

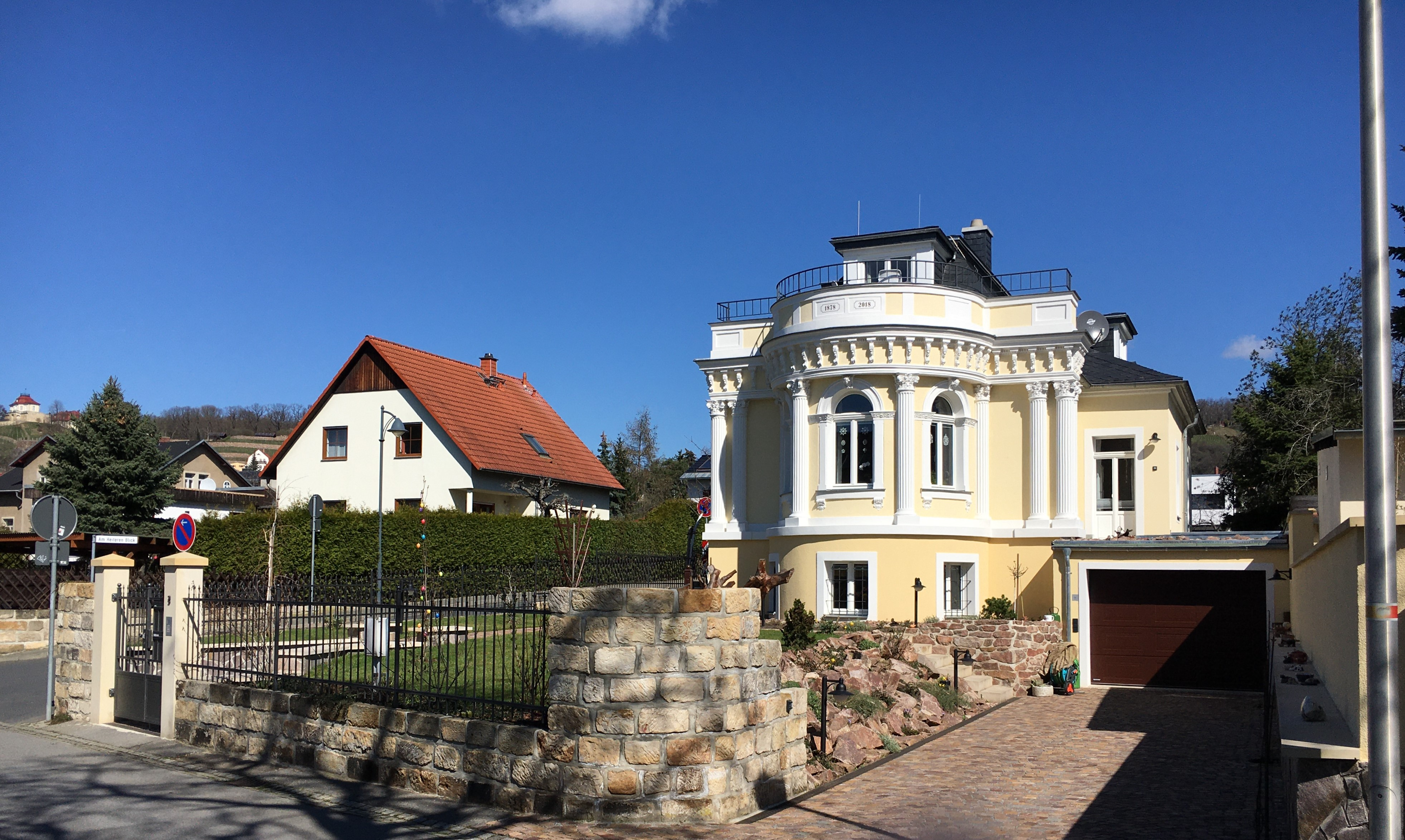
Villa Quisisana; links oben das Mätressenschlösschen

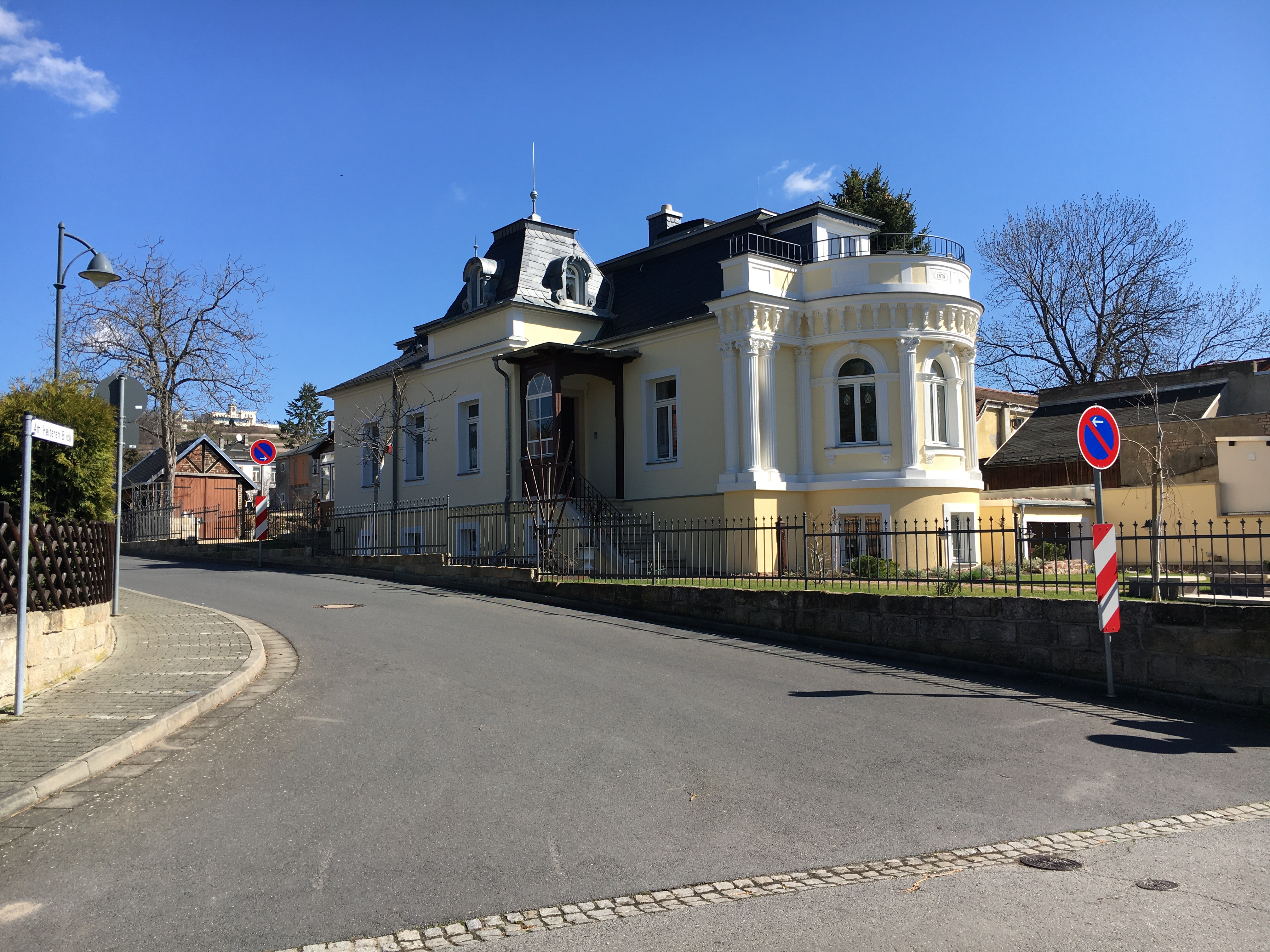
Zustand nach der Restaurierung (2021), Lage entlang Am Heiteren Blick; im Hintergrund auf der Hangkante steht die Friedensburg

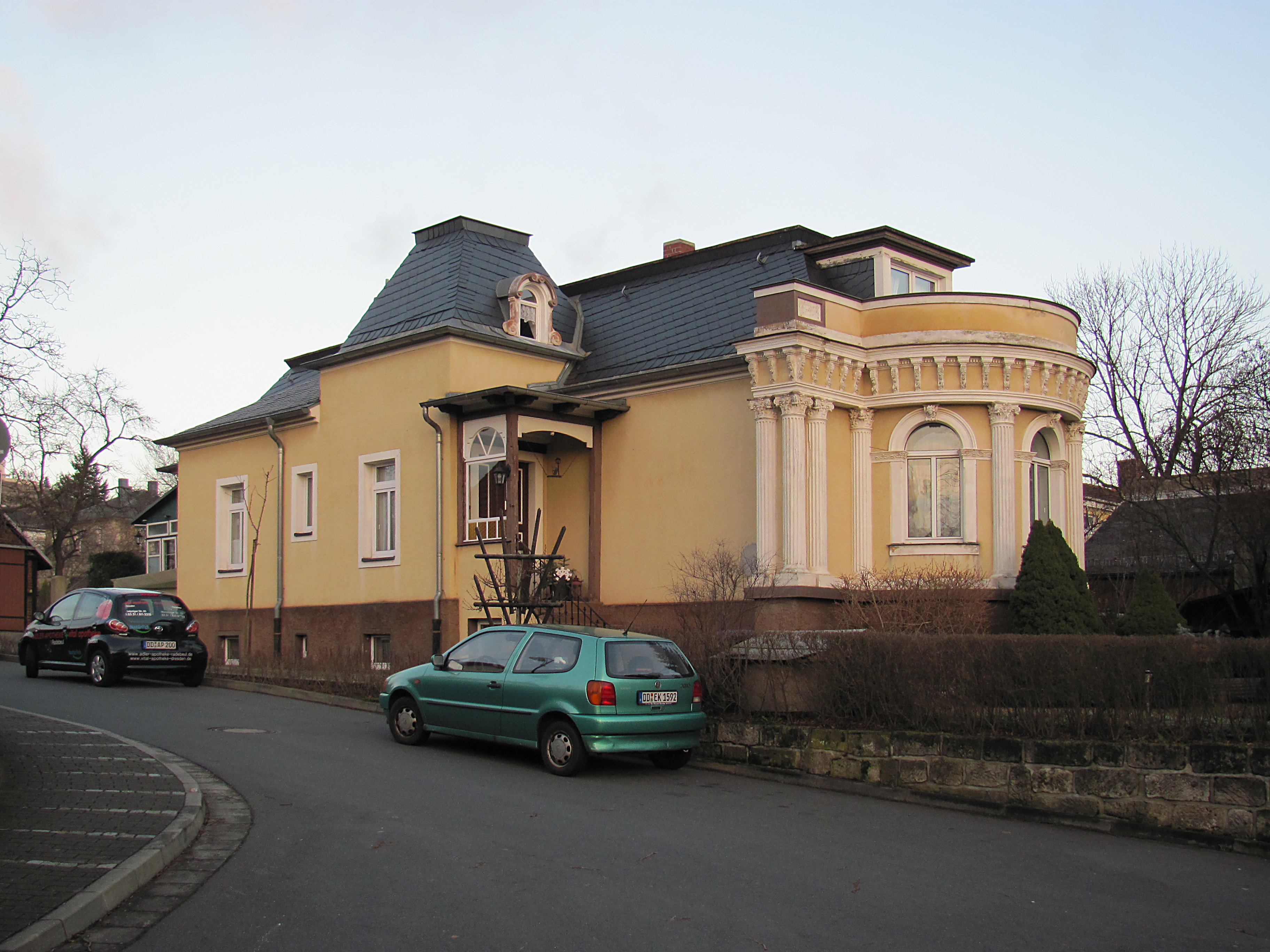
Villa Julius Büttner (2012)

## Beschreibung
Die eingeschossige, unter Denkmalschutz stehende Villa von langgestreckter Kubatur steht auf einem Souterraingeschoss, das wegen des abschüssigen Geländes zu Am Bornberge aus der Erde ragt. Zu dieser Straße hin steht die Schauseite mit einem halbrunden Vorbau mit Säulenstellungen, Gesims, einer Attika sowie Rundbogenfenstern statt der sonstigen Rechteckfenster. Dadurch wird der Bau als „repräsentatives Gebäude“ im Stil des Historismus eingestuft, das baugeschichtlich von Bedeutung ist.
Der Putzbau mit Sandsteingliederungen trägt eine unregelmäßige Dachlandschaft, die heutzutage wieder wie ursprünglich mit Schiefer gedeckt ist.
Der Eingang befindet sich in einem hölzernen Windfang in der schlichten linken Seitenansicht, darüber ein Pyramidenstumpfdach mit Spitze und mit verblechten Lukarnen.

## Geschichte
Ende Juli 1877 beantragte der Arzt Julius Büttner, sich ein Wohnhaus nebst eigenem Brunnen bauen zu dürfen. Im Juni 1878 erfolgte die Baurevision zusammen mit der Genehmigung zur Ingebrauchnahme als Wohnsitz.
Im Jahr 1893 „dürfte die Anfügung des halbrunden Vorbaues erfolgt sein.“
Um 1907 trug die Villa den Häusernamen Villa Quisisana. (mit Punkt am Ende wie viele andere Häuser). Sinngemäß bedeutet das so viel wie „hier fühlt man sich wohl“ oder „hier heilt man“, weswegen der Name auch häufiger bei Kur- und Gasthäusern verwendet wurde.
Bis zum Ende des 20. Jahrhunderts zeigte die Villa mit ihrer Schmalseite zu Am Bornberge, während sich direkt links davon bis zur Nr. 6 die Anbauflächen für Gemüse bzw. Spargel unterhalb des Bauernhauses an der Winzerstraße 79 befanden. Erst mit der Umwidmung dieser Flächen zu Bauland wurde direkt links der Villa die Neubaustraße zur Winzerstraße hoch erschlossen und 1999 als Am Heiteren Blick gewidmet, entlang derer seitdem die Längsseite der Villa liegt.
Die neben 1878 am Vorbau angebrachte zweite Datierung 2018 weist auf den Zeitpunkt der jüngsten umfassenden Restaurierung des Wohnhauses hin.